# سوليديوم
شركة سوليديوم هي شركة استثمار فنلندية مملوكة للدولة. تأسست عام ١٩٩١، وكان هدفها الأصلي إدارة ممتلكات بنك سكوب (بالفنلندية: Säästöpankkien Keskus-Osake-Pankki ؛ fi )، الذي أفلس في ركود أوائل التسعينيات . 
في عام 2008، أصبحت مهمة شركة سوليديوم هي إدارة حصص الأقلية المدرجة في أسهم الدولة الفنلندية. 
في السابق، كانت الحكومة تملك الأسهم مباشرةً، وكان نقلها إلى شركة واحدة من مهام وزير التجارة والصناعة جيري هاكاميس . في الأول من أغسطس/آب 2022، بلغت القيمة الصافية لأصول شركة سوليدوم 8,968 مليار يورو. 
وبالإضافة إلى شركة سوليدوم، لا تزال الحكومة تمتلك بشكل مباشر أسهمًا في ثلاث شركات مدرجة باعتبارها المساهم الأكبر.

## محفظة استثمارات الشركة
استحوذت سوليديوم على الأسهم المملوكة للدولة في عام 2008 في كلاً من شركات كيميرا, ميتسو, أوتوكومبو, راوتاروكي, سامبو, سبوندا, ستورا إنسو، و تيليا، وفي عام 2009 إليسا.
سوليديوم المكتسبة أكثر من 5٪ من أوتوتيك أسهم شركة تكنولوجيا التعدين في مارس 2012 ، في حين جولدمان ساكس خفضت ملكيتها إلى أقل من 5٪. 5٪ هو الحد الأقصى لمذكرة معلومات المخزون الإلزامية في فنلندا.
سوليديوم اشترى أيضا شركة تالفيفارا لمخزونات التعدين وباعت جميع أسهم سبوندا. في فبراير 2024 ، باعت سوليديوم أسهمها في كيميرا أوي لحوالي 124 مليون دولار وكذلك أسهمهم في مانداتوم.
| الشركة               | % من الشركة مملوكة |
| -------------------- | ------------------ |
| مجموعة أنورا         | 19.4               |
| إليسا أويج           | 10.0               |
| كونيكرانز            | 11.1               |
| شركة ميتسو أويج      | 14.9               |
| نوكيا أو واي جيه     | 6.0                |
| إطارات نوكيان        | 10.1               |
| أوتوكومبو أويج       | 15.5               |
| سامبو أويج           | 6.2                |
| شركة ستورا إنسو أويج | 10.7               |
| شركة تييتويفري       | 10.9               |
| شركة فالميت          | 10.1               |

تمتلك الدولة الفنلندية أيضا بشكل مباشر أسهما في بعض الشركات المدرجة في البورصة ، والتي تعتبر ذات أهمية استراتيجية ، والتي ليست في محفظة سوليديوم. وتشمل هذه الشركات فين إير (55.8%), فورتوم (50.8٪) ، و نيستي النفط (50.1%).

## حوكمة الشركات
سوليديوم أوي العضو المنتدب هو كاري ج أوشرفينين. أعضاء مجلس إدارة سوليديوم هم رئيس مجلس الإدارة (المؤقت) هيكي بيرغولم ، ماركو هيف أوشرينين (فارما, تراديكا), ماركيتا كوكونن (بلدية إسبو) آني فيبس أوكل إرمينين (مؤسسة المعارض الفنلندية) وإيرو هيلي أوشفارا (إدارة توجيه الملكية في مكتب رئيس الوزراء).

## روابط خارجية
- سوليديوم